# ديفيد كوكر
ديفيد كوكر (مواليد 27 أبريل 1955) هو مبارز بالسيف نيوزيلندي، مثّل بلاده في الألعاب الأولمبية الصيفية 1984.

## روابط خارجية
ديفيد كوكر على موقع أوليمبيديا (الإنجليزية)